# La voce del sangue (film 1952)
La voce del sangue è un film del 1952 diretto da Pino Mercanti.

## Produzione
Il film è ascrivibile al filone dei melodrammi sentimentali, comunemente detto strappalacrime, allora molto in voga tra il pubblico italiano, in seguito ribattezzato dalla critica con il termine neorealismo d'appendice.

## Distribuzione
Il film venne distribuito nelle sale cinematografiche italiane il 7 febbraio del 1952.